# 竹園壽集圖
《竹园寿集图》是明代画家吕纪、吕文英合绘的画作，绢本，设色，纵33.8cm，横395.4cm，无款署。现藏北京故宫博物院。

## 由来
弘治己未（1499年），时任吏部尚书屠滽、户部尚书周经、御史佀鐘三人同值六十寿辰，诸僚在周经宅邸置酒以庆，并作此图以记其事。
图卷引首有屠滽题隶书“竹园寿集”四字，后有时人录吴宽《竹园寿集序》，另有与会的吴宽、屠滽、周经、王继、闵珪、佀鐘、秦民悦、许进、李孟暘、顾佐十人题诗，及周经题“序竹园寿集诗后”跋。